# Luka Šušnjara
Luka Šušnjara (Domžale, 4 aprile 1997) è un calciatore sloveno, centrocampista del Triglav.

## Carriera

### Club
Prodotto delle giovanili del Domžale, nel 2014 viene acquistato dall'Atalanta, dove gioca per due stagioni con la Primavera. Nel 2016 firma il suo primo contratto da calciatore con il Dob, club della seconda divisione slovena. Dopo una sola annata, l'anno successivo si trasferisce al Kranj, sempre nella seconda divisione slovena. Nel 2017 si trasferisce al Celje, nella massima serie slovena. Dal 2018 al 2020 milita nel NŠ Mura, con il quale ottiene anche la promozione in massima serie. Nella stagione 2020-2021 ha fatto parte della rosa del Chambly, formazione militante nella seconda divisione francese. Nel 2021 si trasferisce ai polacchi del Wisła Płock.

#### Nazionale
Ha rappresentato le varie nazionali giovanili slovene, dall'Under-16 all'Under-21.

## Statistiche

### Presenze e reti nei club
Statistiche aggiornate al 15 settembre 2021.
| Stagione           | Squadra            | Campionato         | Campionato | Campionato | Coppe nazionali | Coppe nazionali | Coppe nazionali | Coppe continentali | Coppe continentali | Coppe continentali | Altre coppe | Altre coppe | Altre coppe | Totale | Totale |
| Stagione           | Squadra            | Comp               | Pres       | Reti       | Comp            | Pres            | Reti            | Comp               | Pres               | Reti               | Comp        | Pres        | Reti        | Pres   | Reti   |
| ------------------ | ------------------ | ------------------ | ---------- | ---------- | --------------- | --------------- | --------------- | ------------------ | ------------------ | ------------------ | ----------- | ----------- | ----------- | ------ | ------ |
| 2016-gen. 2017     | Dob                | 2.SNL              | 6          | 0          | CS              | 1               | 0               |                    | -                  | -                  |             | -           | -           | 7      | 0      |
| gen.-giu. 2017     | Kranj              | 2.SNL              | 9          | 2          |                 | -               | -               |                    | -                  | -                  |             | -           | -           | 9      | 2      |
| 2017-gen. 2018     | Celje              | 1.SNL              | 12         | 1          | CS              | 3               | 3               |                    | -                  | -                  |             | -           | -           | 15     | 4      |
| gen.-giu. 2018     | NŠ Mura            | 2.SNL              | 10         | 1          | CS              | -               | -               |                    | -                  | -                  |             | -           | -           | 10     | 1      |
| 2018-2019          | NŠ Mura            | 1.SNL              | 32         | 5          | CS              | 6               | 0               |                    | -                  | -                  |             | -           | -           | 38     | 5      |
| 2019-2020          | NŠ Mura            | 1.SNL              | 35         | 8          | CS              | 5               | 2               | UEL                | 2                  | 0                  |             | -           | -           | 42     | 10     |
| Totale NŠ Mura     | Totale NŠ Mura     | Totale NŠ Mura     | 77         | 14         |                 | 11              | 2               |                    | 2                  | 0                  |             | -           | -           | 90     | 16     |
| 2020-gen. 2021     | Chambly            | L2                 | 11         | 0          | CF              | 1               | 0               |                    | -                  | -                  |             | -           | -           | 12     | 0      |
| gen.-giu. 2021     | Wisła Płock        | EK                 | 4          | 1          | CP              | -               | -               |                    | -                  | -                  |             | -           | -           | 4      | 1      |
| 2021-2022          | Wisła Płock        | EK                 | 4          | 0          | CP              | 0               | 0               |                    | -                  | -                  |             | -           | -           | 4      | 0      |
| Totale Wisła Płock | Totale Wisła Płock | Totale Wisła Płock | 8          | 1          |                 | 0               | 0               |                    | -                  | -                  |             | -           | -           | 8      | 1      |
| Totale carriera    | Totale carriera    | Totale carriera    | 123        | 18         |                 | 16              | 5               |                    | 2                  | 0                  |             | -           | -           | 141    | 23     |

## Palmarès

### Club

#### Competizioni nazionali
- Campionato sloveno di seconda divisione: 1

NŠ Mura: 2017-2018
- Coppa di Slovenia: 2

NŠ Mura: 2019-2020
Koper: 2021-2022